# Rincón de la Victoria
Rincón de la Victoria es un municipio y localidad española de la provincia de Málaga, en la comunidad autónoma de Andalucía. Está situado en la comarca de La Axarquía e integrado en el área metropolitana de Málaga, el partido judicial homónimo y la Mancomunidad de Municipios de la Costa del Sol-Axarquía.
Su término municipal ocupa una superficie de 28,5 km², que se extienden por el litoral mediterráneo y las estribaciones meridionales de los Montes de Málaga. Con una población de 52 230 habitantes (INE 2024), Rincón de la Victoria es el noveno municipio más poblado de la provincia y el segundo de la comarca tras Vélez-Málaga. La población se reparte entre cuatro núcleos urbanos, tres costeros y uno interior (Rincón de la Victoria, La Cala del Moral, Benagalbón y Torre de Benagalbón), siendo el núcleo principal el más poblado, con cerca de 20.000 habitantes, es decir, casi dos quintas partes de la población municipal.
Conocido antiguamente como Bezmiliana y más recientemente como Benagalbón, los orígenes del municipio se remontan a la prehistoria, como demuestran los yacimientos arqueológicos encontrados. En la actualidad, Rincón de la Victoria es un centro turístico de la Costa del Sol, conocido por sus grutas marinas y sus playas. Debido a su proximidad a la ciudad de Málaga (el centro de la capital malagueña se encuentra a 16 kilómetros por la autovía), se ha convertido en ciudad dormitorio, aunque aún conserva parte de su carácter marinero.
Localmente, a Rincón de la Victoria se le llama simplemente el Rincón.

## Toponimia
Hasta 1949 el actual municipio se llamaba oficialmente Benagalbón. El nombre del municipio cambió debido a la pérdida de importancia de ese núcleo en favor de Rincón, a donde se trasladó la administración municipal. El topónimo Rincón tiene su origen en el siglo XIX, con el establecimiento de un núcleo de pescadores en una playa situada entre dos promontorios rocosos. En ese lugar existía un monasterio de la Orden de los Mínimos, a cuyo cargo tenía el culto de la Virgen de la Victoria. El nombre de Benagalbón, por su parte, es de origen árabe y proviene del gentilicio Galb-un, precedido por bina o bena, que significa familia, casa o tribu.

## Símbolos
Los símbolos oficiales de Rincón de la Victoria son su bandera y su escudo.

### Escudo
El escudo fue aprobado por la Junta de Andalucía el 2 de julio de 2004 y se define por la siguiente descripción:

Escudo medio partido y cortado. En el primero, de oro, una montaña acantilada, en su color natural, sobre ondas de azur y plata, con una boca de cueva, aclarada de oro, siniestrada y rodeada de una higuera salvaje de sinople. En el segundo, de gules, un cerro en su color natural, sobre ondas de azur y plata, una jábega en sus colores naturales, sobre ondas de zur y plata, con tres remos que se hunden en las ondas, surmontada de una luna de plata, en cuarto creciente, y a la que surmonta a su vez el planeta Venus, en roel de azur. La luna fileteada de sable. Al timbre, Corona Real cerrada, que es un círculo de oro, engastado de piedras preciosas, compuesto de ocho florones de hojas de acanto, visibles cinco, interpoladas de perlas y de cuyas hojas salen sendas diademas sumadas de perlas, que convergen en un mundo de azur, con el semimeridiano y el ecuador de oro, sumado de cruz de oro. La corona forrada de gules.

### Bandera
La bandera fue aprobada el 24 de febrero de 2005 y tiene la siguiente descripción:

Bandera rectangular en la proporción de 3 x 2, dividida en dos franjas verticales de igual grosor color amarillo dorado en el asta y azul marino en la batiente. En la franja azul se sitúan tres franjas blancas de un noveno de la altura de la bandera separada la primera dos novenos de la parte superior y entre sí un noveno. En el centro de la franja dorada se sitúa el escudo del municipio circundado por cuatro estrellas de cinco puntas de color igualmente azul. El tamaño del escudo es tal que pueda ser inscrito en una circunferencia cuyo diámetro sea un cuarto de la anchura de la bandera y el de las estrellas, tal que lo puedan hacer en una circunferencia cuyo diámetro sea de cinco dieciseisavos de la misma. La posición de los centros se encuentra a 0.º, 45.º, 180.º y 315.º, tomando como origen de ángulos el extremo derecho de la circunferencia. La estrella pegada al asta tiene corregida su posición horizontal (alejándose del asta) en un treintaidosavo de la anchura. Los colores utilizados son el amarillo Ref. PMS 109C de la escala Pantone, el azul PMS 287C y el blanco. El reverso es la imagen invertida del anverso, salvo en lo referente al escudo que se representará como tal.

## Geografía

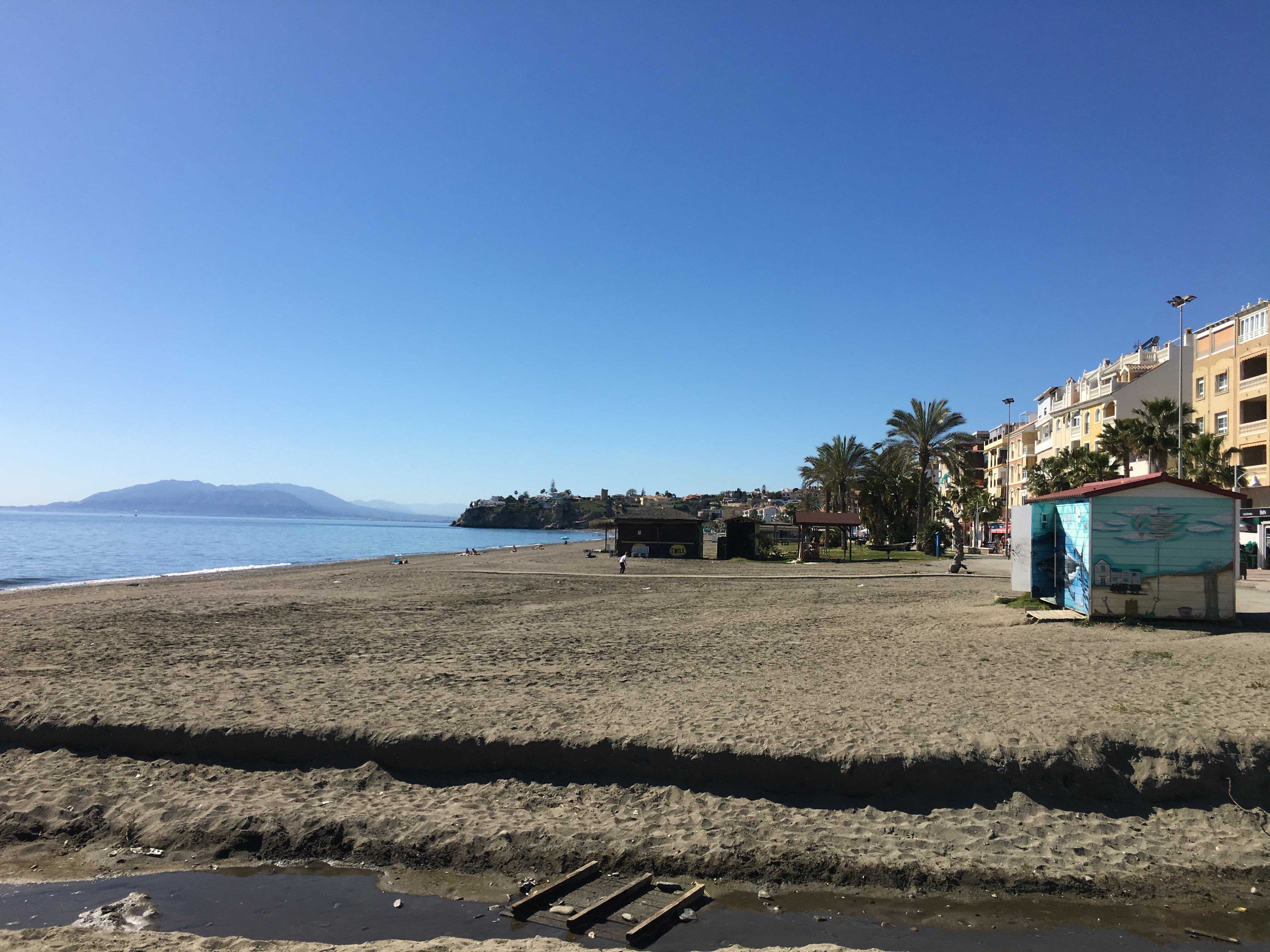
Playa del Rincón

El término municipal de Rincón de la Victoria se extiende por las estribaciones meridionales de los Montes de Málaga, que en esta zona caen al mar en acantilados de poca altura que se alternan con calas y llanuras a lo largo del litoral. Se trata por lo tanto de un relieve abrupto en general. La altitud máxima del municipio alcanza los 521 m s. n. m., aunque solo algo más del 16 % de la superficie total del término municipal se sitúa por encima de los 200 m s. n. m., que corresponde a la zona norte. En el interior se distingue el valle de Benagalbón, entorno formado por el arroyo homónimo y ocupado por huertas y frutales subtropicales e invernaderos.
El área urbanizada se extiende por casi toda la mitad sur del municipio. Está delimitada grosso modo por el norte por la autovía del Mediterráneo, con la excepción del núcleo de Benagalbón y otros pequeños núcleos diseminados del interior. En el extremo oriental del área urbana, se ha edificado al norte de la autovía, una zona conocida como Añoreta. También, se han construido varias urbanizaciones al norte de la autovía en el extremo oeste del municipio, por encima del término de La Cala del Moral una zona conocida como Parque Victoria.
Los núcleos tradicionales costeros son, de oeste a este: La Cala del Moral, Rincón de la Victoria y Torre de Benagalbón, establecidos originalmente por asentamientos de pescadores que han ido creciendo paulatinamente hasta formar una única zona urbana litoral.

### Situación
Rincón limita al norte con los municipios de Totalán y Moclinejo; al noreste, con el municipio de Macharaviaya; al este, con el municipio de Vélez-Málaga; al sur, con el mar Mediterráneo; y al oeste con el municipio de Málaga.
| Noroeste: Málaga          | Norte: Totalán y Moclinejo | Noreste: Macharaviaya     |
| Oeste: Málaga             |                            | Este: Vélez-Málaga        |
| Suroeste Mar Mediterráneo | Sur: Mar Mediterráneo      | Sureste: Mar Mediterráneo |

### Clima
Por su situación geográfica, es un clima, caracterizado por una media de 18 °C y unas 2980 horas de sol al año. El régimen de precipitaciones presenta medias anuales en torno a los 480 l/m².

### Hidrografía
Ningún río propiamente dicho atraviesa el territorio del municipio de Rincón de la Victoria, aunque sí transcurren catorce arroyos, de los que los de mayor notoriedad son el arroyo Totalán, el arroyo Granadillas y el arroyo de Benagalbón. Los arroyos en general salvan fuertes pendientes y son de carácter torrencial, con capacidad para acoger grandes caudales. Debido a la deforestación de los montes, además, pueden arrastrar materiales erosionados cuando se producen lluvias intensas.

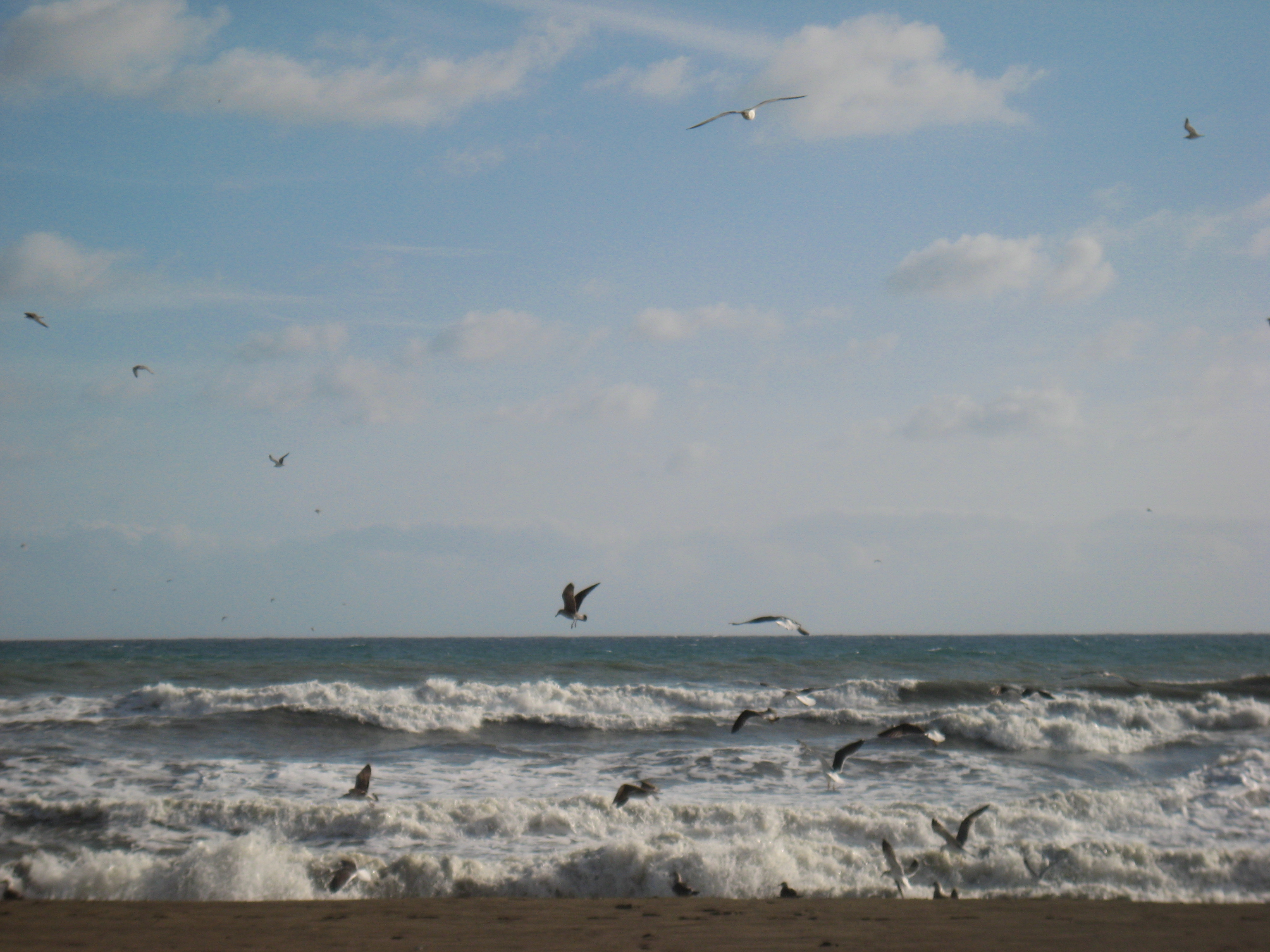
Gaviotas pescando en una playa de Rincón de la Victoria

Las aguas subterráneas son escasas debido a la litología del municipio, que impide la filtración de la lluvia. Existen un buen número de pozos, aunque no se utilizan, ya que el municipio se abastece al completo con agua del embalse de La Viñuela.

### Flora y fauna
La vegetación del Rincón de la Victoria se encuentra muy degradada debido al aprovechamiento del suelo para usos urbanos y, en menor medida, agrícola, siendo necesario un mayor periodo para la recuperación del ecosistema por la baja tasa de regeneración que posee un clima seco y cálido como el mediterráneo. Se conserva matorral mediterráneo como las bolinas, retamas, tomillo y matagallos en los cerros bajos; el acebuchal, los espárragos y los palmitos a mayor altura; y el jaral en la zona rocosa, así como algunas encinas y algarrobos, adelfas, zarzamoras, ricinos, cañas, juncos y carrizos en los cauces de los arroyos. Cabe destacar también la presencia del endemismo (Limonium malacitanum) en la costa rocosa, especie protegida y en peligro de extinción.
La fauna está representada por el camaleón, lechuzas, mochuelos, cogujadas, abubillas, mirlos, y una numerosa y diversa colonia de gaviotas, entre otras especies.

## Historia
Los restos arqueológicos encontrados en la Cueva del Tesoro y otros abrigos del municipio demuestran que el territorio que ocupa Rincón de la Victoria estuvo poblado desde el Paleolítico. Se conservan restos de una muralla que data de aproximadamente el año 1000 a. C. que pudo contener un poblado íbero, basándose estas hipótesis en los restos encontrados.
Hacia el año 750 a. C. los fenicios se asentaron en una loma cercana al litoral y más adelante los romanos construyeron una población fortificada a la que llamaron Bezmiliana. También se ha especulado con la posible existencia de una colonia griega en la zona, sin que ningún hallazgo pruebe esta teoría. La Bezmiliana romana (que algunas fuentes llaman Mismiliana y otras variantes) floreció al albor de las fábricas de salazones y garum. Pero es durante la época andalusí cuando adquiere más notoriedad, pues en el siglo XI Al-Idrisi habla de sus dos mezquitas y almadrabas.

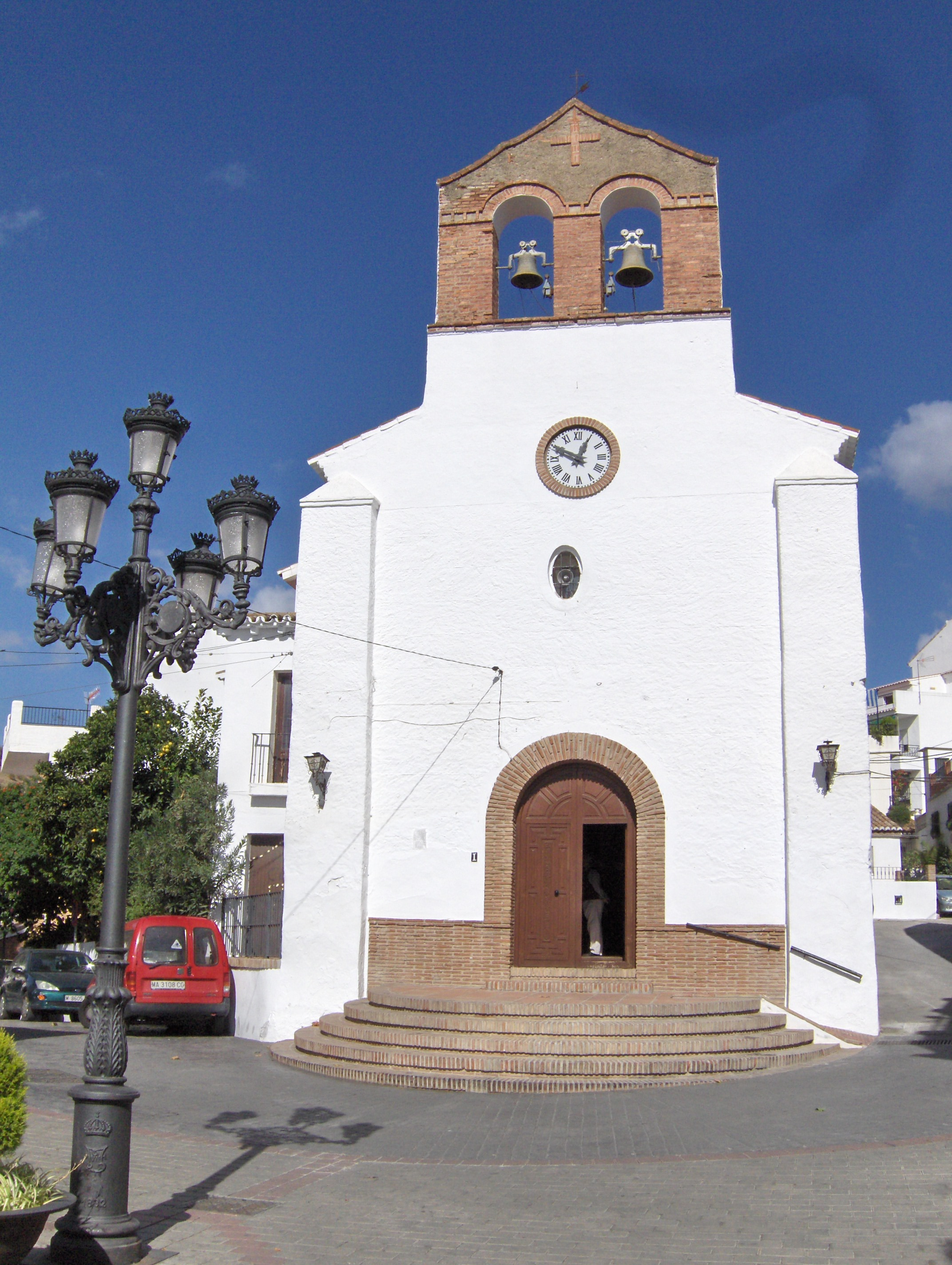
Iglesia de la Candelaria de Benagalbón, construida en el

Con la llegada de los Reyes Católicos se produce un declive que continúa hasta el siglo XVIII. Durante este tiempo el núcleo de Benagalbón se convierte en el centro del municipio mientras que la zona costera queda casi deshabitada y abandonada, con la excepción de algunas ventas situadas a lo largo del camino de Málaga-Almería.
Durante el reinado de Carlos III se reconstruyen las antiguas torres almenaras árabes y se levanta la Casa-Fuerte de Bezmiliana, como piezas fundamentales de la nueva línea defensiva costera para combatir a los corsarios británicos, que ya se había apoderado de la cercana plaza Gibraltar y de Menorca. También se restaura el antiguo camino real.
El actual nombre de Rincón de la Victoria viene dado por la instalación en sus tierras de la Orden de los Mínimos y su convento de la Victoria cuyos monjes eran procedentes del municipio cordobés de La Victoria, también fundado por la misma orden religiosa.
A finales del siglo XVIII la economía de Benagalbón se basaba en el cultivo de la vid para la producción de pasas y vino, pero a finales del siglo XIX la situación cambiaría radicalmente debido a la plaga de la filoxera, cuyos primeros brotes aparecieron precisamente en Benagalbón, y que arrasó por completo los campos de viñas, con la consiguiente emigración del campesinado.
El municipio de Benagalbón se creó en 1835, por desagregación de Moclinejo. 
En la costa, por otro lado, la mejora de las vías de comunicación y el incremento de población de la ciudad de Málaga, propiciaron las actividades pesqueras, creándose nuevos asentamientos de pescadores. Fue durante estos años cuando surge el núcleo de Rincón de la Victoria a las faldas de la antigua Bezmiliana, así llamado por estar situado entre los promontorios de El Cantal y Las Pedrizas, y que más adelante se convertiría en el centro administrativo municipal.
El predominio de la costa sobre el interior se vería incrementado a partir de 1904 con la construcción de la línea Málaga-Vélez-Málaga de los Ferrocarriles Suburbanos de Málaga, que contaría con tres paradas en el municipio y que supuso una revolución en la comunicaciones del municipio con las localidades costeras vecinas, especialmente con la capital provincial. Mientras, el interior continúa perdiendo protagonismo y surgen las primeras voces pidiendo el traslado de la administración municipal a la costa, cuando el patrimonio municipal lo componían una mesa, una silla y un libro de actas. La guerra civil española interrumpió el proceso de traslado administrativo y no sería hasta 1949 cuando se produce el cambio de capitalidad desde Benagalbón y el cambio de nombre del municipio.
Después de la guerra Rincón continuó siendo un núcleo agrícola y pesquero en el que se desarrollan también algunas funciones de ocio y descanso, que a partir de los años 1960 derivarían en la construcción de apartamentos y segundas residencias. Sin embargo, las actividades turísticas se verían frenadas por el fenómeno de suburbanización que afecta al municipio debido al encarecimiento de la vivienda en Málaga y a la mejora de las comunicaciones entre ambas localidades, ya que, aunque la línea de ferrocarril es clausurada hacia 1968, se construyen nuevas vías rápidas para el tráfico rodado. El proceso urbanizador termina por provocar el desmantelamiento del sector agrícola y circunscribe al municipio dentro del cinturón residencial de la capital.

## Demografía
Rincón de la Victoria cuenta con una población de 52 230 habitantes (INE 2024).
| Gráfica de evolución demográfica de Rincón de la Victoria entre 1842 y 2021 |
| |
| Población de derecho según los censos de población del INE Población de hecho según los censos de población del INEEn estos censos se denominaba Benagalbon: 1842, 1857, 1860, 1877, 1887, 1897, 1900, 1910, 1920, 1930 y 1940 |

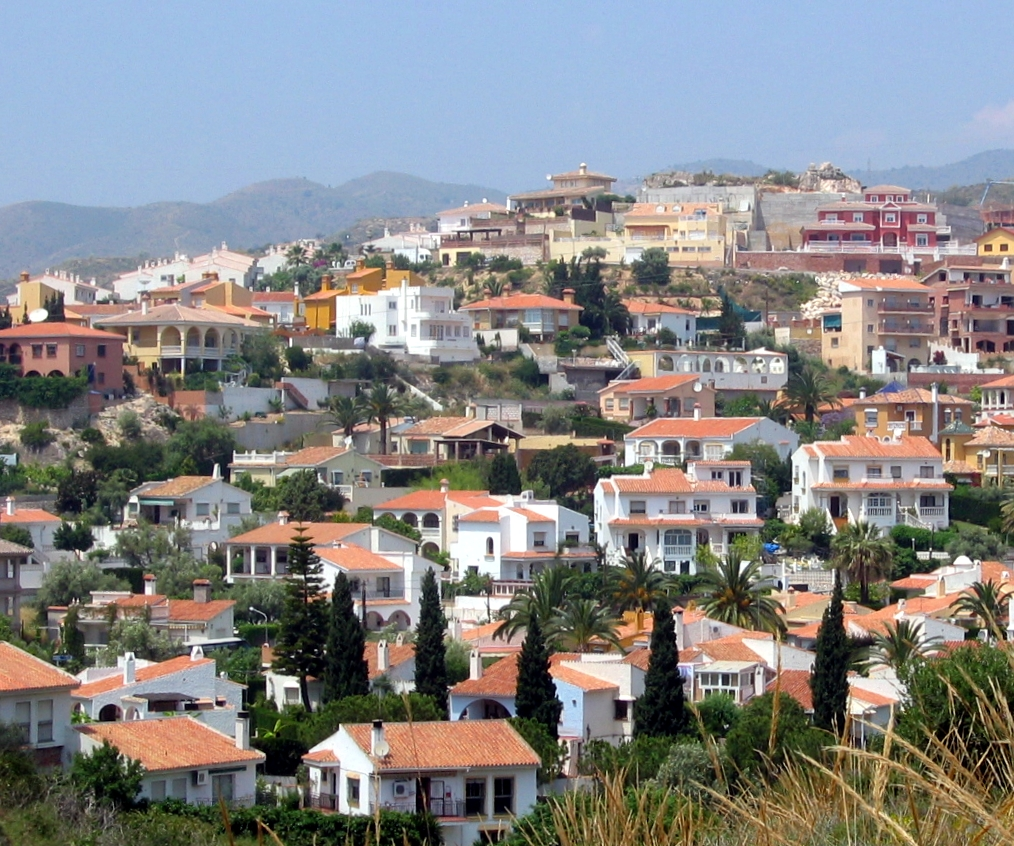
Viviendas unifamiliares

En 2017 Rincón de la Victoria se situaba como el noveno municipio más poblado de la provincia de Málaga y el segundo de la comarca de La Axarquía, solo por detrás de Vélez-Málaga. La evolución demográfica de Rincón de la Victoria desde mediados del siglo XX es un caso análogo al de otros municipios de la primera corona del área metropolitana de Málaga, presentando un fuerte aumento a partir de la década de los 90.

## Economía
Rincón se sitúa en tercer lugar según el número de actividades económicas de la comarca de La Axarquía, solo por detrás de Vélez-Málaga y Nerja. La actividad principal es el comercio minorista, que representa algo más del 30 % del total, seguido de la hostelería (17 %) y la construcción.
La superficie total agraria del municipio en el año 1999 era de 593 ha. Predominan las explotaciones pequeñas, trabajadas en régimen de propiedad principalmente. El ganado predominante es el caprino, que con 243 cabezas (según datos de 1999, puesto que a partir de 2003 un accidente acabó con 198 cabezas) concentraba casi el 70 % del total de unidades, seguido por el equino (14,6 %) y las aves (8,6 %).
A pesar de la ubicación de Rincón de la Victoria en la Costa del Sol, su oferta de plazas hoteleras es insignificante con respecto al total de la provincia de Málaga, ya que sus 630 plazas solo representan el 1 % del total provincial. Tampoco son destacables a nivel provincial la oferta de plazas de apartamentos y campings.

## Monumentos y lugares de interés

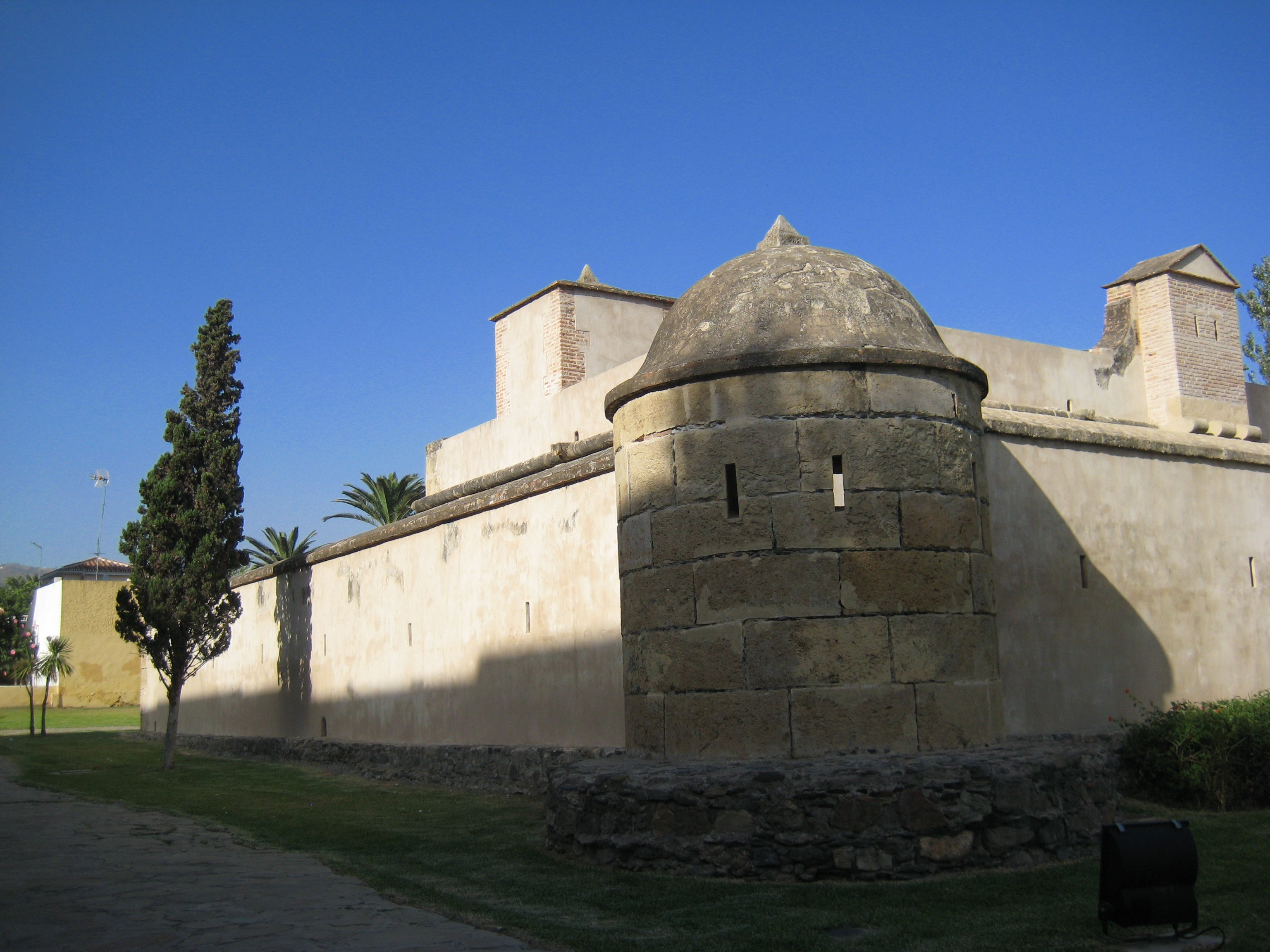
La fortaleza o castillo de Bezmiliana

- Castillo de Bezmiliana: es una fortaleza del siglo XVIII que en la actualidad se utiliza para exposiciones y otras actividades culturales. Fue mandada construir por Carlos III, con el objetivo de salvaguardar la zona del peligro de los piratas ingleses. El edificio consta de una muralla exterior rodeada por una alcubilla. Del interior destacan las estancias de la sala de tropa y la sala del oficial.[19]
- Yacimiento romano de Torre de Benagalbón: es un enclave arqueológico de los siglos VIII-III a. C. Se conservan los restos de un muro, un complejo termal y una villa romana con mosaicos, así como una factoría de garum y otra de salazón. También se han hallado cerámicas fenicias y varias piezas escultóricas romanas, como una cabeza del dios Baco del siglo II. El enclave está declarado Bien de Interés Cultural.[20]
- Parque Arqueológico del Mediterráneo: es un recinto de 90 000 m² de superficie, dedicado a la divulgación científica del patrimonio arqueológico del municipio. Contiene vegetación mediterránea autóctona y caminos delimitados con roca natural, así como una réplica la pared de la Cueva de la Victoria con sus pinturas rupestres y paneles informativos sobre esta y otras cuevas.[20]
- Despoblado de Bezmiliana: yacimiento que se compone de una antigua ciudad medieval que mantiene parte de una mezquita y un aljibe en buen estado de conservación, un tejido urbano hispanomusulmán y cristiano superpuesto y un espacio funerario que muestra fases de la época romana.[21][44]
- Acueducto del arroyo de Benagalbón: estructura de origen aún no determinado, aunque se cree que data del siglo XIX, en mal estado de conservación.[7]
- Molino de Aceite de Benagalbón: Molino de aceite único en la provincia de Málaga con arranque manual y prensado en frío mediante capachos tradicionales y que extrae aceite de dos variedades autóctonas de la zona: verdial y lechin.

### Cuevas
El sistema de cavidades prehistóricas denominadas Cueva del Higuerón y Cueva de la Victoria tienen la condición de Bien de Interés Cultural, y junto a otras cuevas menores forman un enclave prehistórico que integra arte rupestre —Paleolítico y Esquemático— con una secuencia estratigráfica que abarca desde el Paleolítico Superior hasta la prehistoria reciente, integrándose dentro del sistema de ocupación prehistórica de la bahía de Málaga.
La Cueva del Tesoro, también llamada del Higuerón o del Suizo, es una de las tres únicas cuevas de origen submarino que se conocen en el mundo y la única en Europa. Se encuentra excavada bajo un promontorio de naturaleza caliza formando un acantilado a orillas del mar. Se cree que su formación se produjo en torno a la época jurásica. Su nombre procede de una leyenda sobre un tesoro de la realeza almorávide encontrado en el interior de la cavidad. Conserva restos de pintura rupestre, mientras que otros restos arqueológicos de la cueva se encuentran en el Museo Arqueológico Nacional de Madrid.
La Cueva de la Victoria está situada dentro del recinto del Parque Arqueológico. Contiene pinturas rupestres datadas desde el Paleolítico Medio hasta el período de los Metales. Existen al menos otras cinco cuevas y abrigos, algunos de los cuales guardan vestigios arqueológicos, pero en los que no se han realizado aún estudios exhaustivos.

### Torres almenaras

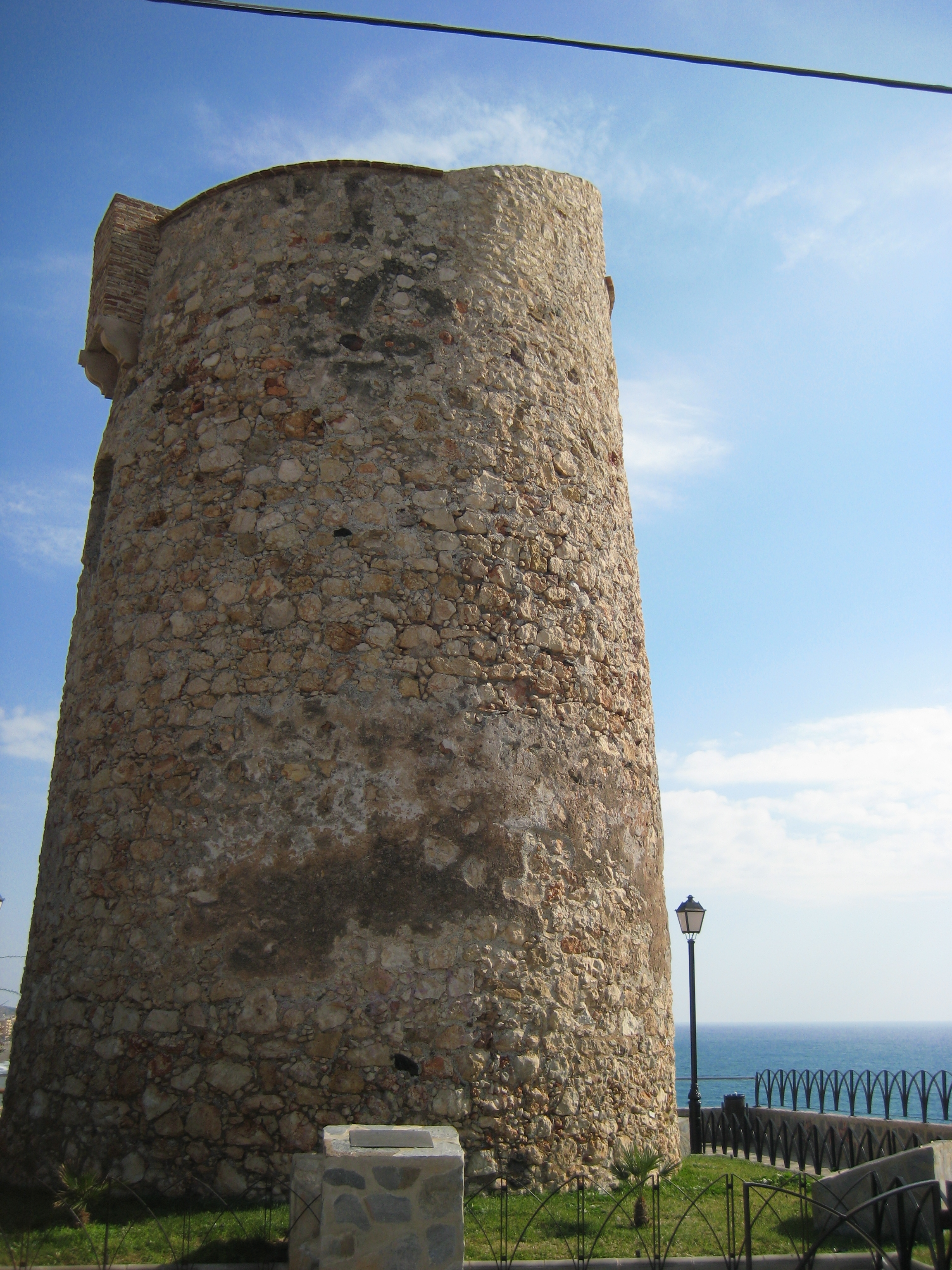
Torre de El Cantal

De la antigua línea defensiva del Reino de Granada en esta parte del litoral se conservan dos torres almenaras. Ambas datan del reinado de Yusuf I, quien promovió la defensa de las costas ante las incursiones piratas en el siglo XIV. La torre de El Cantal, de 10,65 m de altura, está situada sobre un acantilado, en el promontorio del mismo nombre. La torre de Benagalbón se sitúa sobre un promontorio menor en la zona oriental del municipio y es de una altitud similar y forma cónica, igual que la anterior.
Además de estas torres, a apenas un kilómetro andando sobre el sendero de la Gran Senda de Málaga que conduce del arroyo Granadillas hasta La Capitana encontramos otra torre más en un decente estado de conservación pero totalmente descuidada y llena de matorrales, esta torre es conocida como Torreón de Albendas.

### Lugares de culto
- Iglesia de Nuestra Señora del Carmen: templo de estructura sencilla de tres naves y una torre campanario y arquitectura vernácula. Fue construida en 1892.[24]
- Iglesia de Nuestra Señora de la Candelaria: iglesia del siglo XVI de planta rectangular, situada en Benagalbón. En su interior destacan los murales de la Ascensión, la Natividad y la presentación del pintor Francisco Hernández Díaz.[24]
- Iglesia de Nuestra Señora de la Victoria: iglesia del siglo XX de arquitectura popular andaluza. Guarda una imagen de la Virgen del Carmen del siglo XVII.[25]
- Iglesia de Nuestra Señora del Rosario: iglesia parroquial de la Cala del Moral, levantada en 1868 y restaurada en los años 1940.[26]

### Playas
En el litoral rinconero se distinguen cuatro playas. La más occidental, situada junto al límite con el municipio de Málaga es la playa de la Cala del Moral, de 1,3 km de longitud. Se trata de una playa de grava y arena oscura, con oleaje moderado, paseo marítimo y un grado de ocupación alto. Está delimitada por espigones y el promontorio del Cantal, que la separa de la playa de Rincón de la Victoria, extensa playa de 3,6 km de longitud, situada en la zona central del núcleo urbano. Es igualmente accesible desde un paseo marítimo. Tiene arena oscura y un grado de ocupación alto. A continuación, hacia el este, se extiende sobre unos 700 m la playa de Torre de Benagalbón, semiurbana de arena oscura y con un grado de ocupación medio. Por último, la playa más oriental es la playa de Los Rubios, de 1,1 km y con características similares a la playa anterior: arena oscura, grado de ocupación medio, oleaje moderado y semiurbana.

## Administración y política

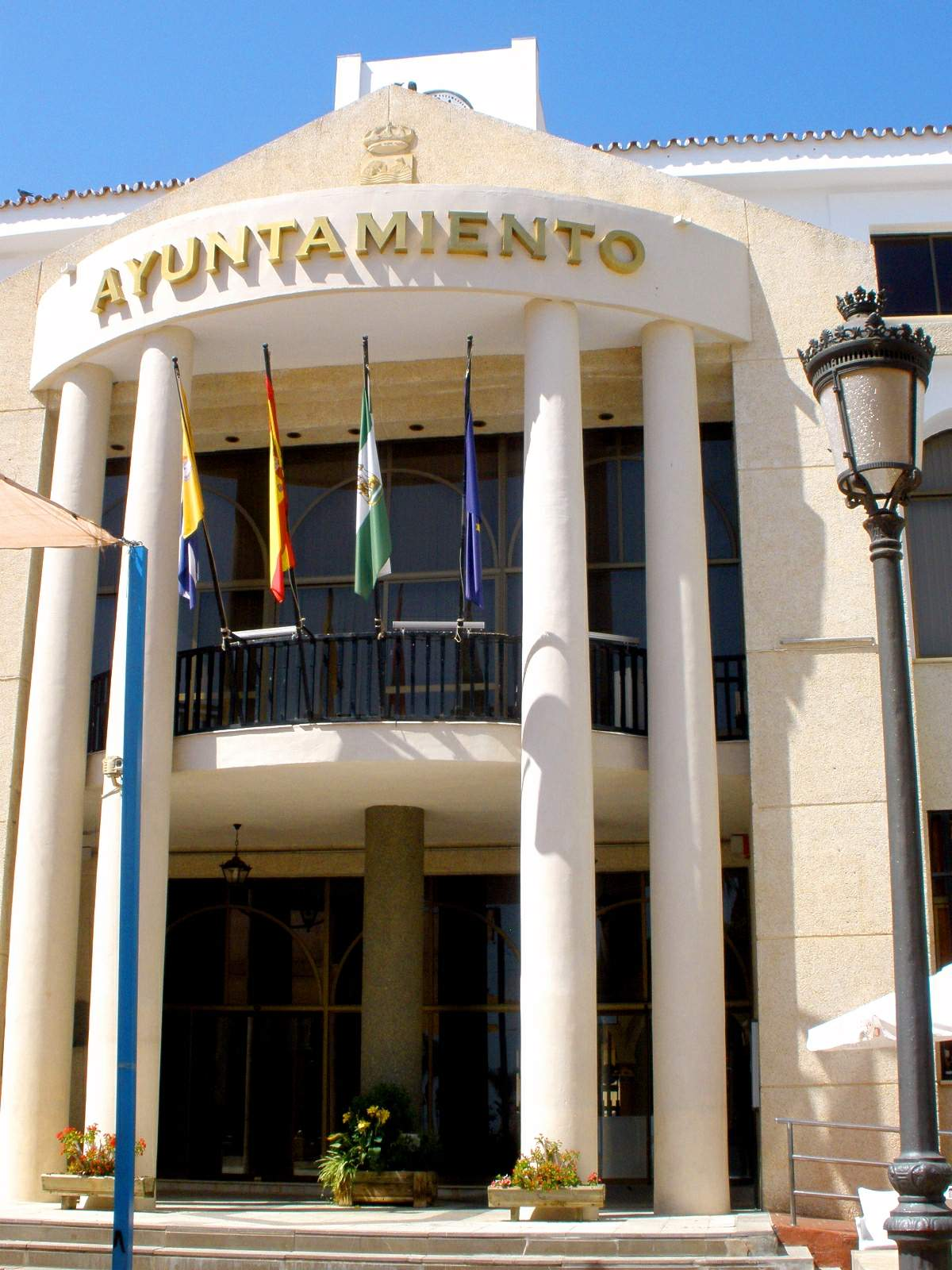
Casa consistorial, sede del Ayuntamiento de Rincón de la Victoria

La administración política de la ciudad se realiza a través de un Ayuntamiento de gestión democrática cuyos componentes se eligen cada cuatro años por sufragio universal. El censo electoral está compuesto por todos los residentes empadronados en Rincón de la Victoria mayores de 18 años y nacionales de España y de los restantes Estados miembros de la Unión Europea. Según lo dispuesto en la Ley del Régimen Electoral General, que establece el número de concejales elegibles en función de la población del municipio, la Corporación Municipal de Rincón de la Victoria está formada por 21 concejales.
Desde la reinstauración de la democracia en España se han alternado cuatro partidos al frente del consistorio del Rincón de la Victoria: los dos partidos mayoritarios en el Estado desde 1989, PSOE y PP, y otros dos de ámbito local. La corporación en la legislatura (2007-2011) estuvo compuesta por 8 concejales del Partido Popular, 6 concejales del Partido Social Independiente de Rincón de la Victoria, 5 del Partido Socialista Obrero Español de Andalucía y dos de Izquierda Unida Los Verdes-Convocatoria por Andalucía.
Una coalición entre PSOE-A y PSIRV formó gobierno durante la legislatura mencionada, mediante un pacto que aseguraba que ambas formaciones tendrían la alcaldía, dos años para cada una y cambio en el ecuador de la legislatura, primero PSIRV y luego PSOE. Fue en esta segunda mitad, a partir de 2009, cuando fue nombrada la primera alcaldesa del municipio.
En las elecciones de 2011 el PP obtuvo 13 concejales (mayoría absoluta), el PSOE 4, IULV-CA 2, PA+PSA+EP-And 1 y PSIRV 1. Con lo que el PP forma gobierno local siendo alcalde Francisco Salado Escaño (PP).
En las elecciones de 2015 el PP obtuvo 8 concejales, el PSOE obtuvo 4 concejales, Ahora Rincón (plataforma política ciudadana apoyada por Podemos y Equo) y Ciudadanos 3 cada uno, IU 2 y PA 2. PSOE, Ahora Rincón, IU y PA lograron un pacto de gobierno a través del cual comenzaba como alcaldesa Encarnación Anaya, la candidata del PSOE, y a mitad de legislatura continuaría Antonio Moreno, el candidato de Ahora Rincón.
A finales de mayo de 2017 se registró una moción de censura contra la alcaldesa Encarnación Anaya llevada a cabo por el PP, PA y Ciudadanos; dicha candidatura salió adelante y el 5 de junio fue investido de nuevo alcalde el popular Francisco Salado Escaño.

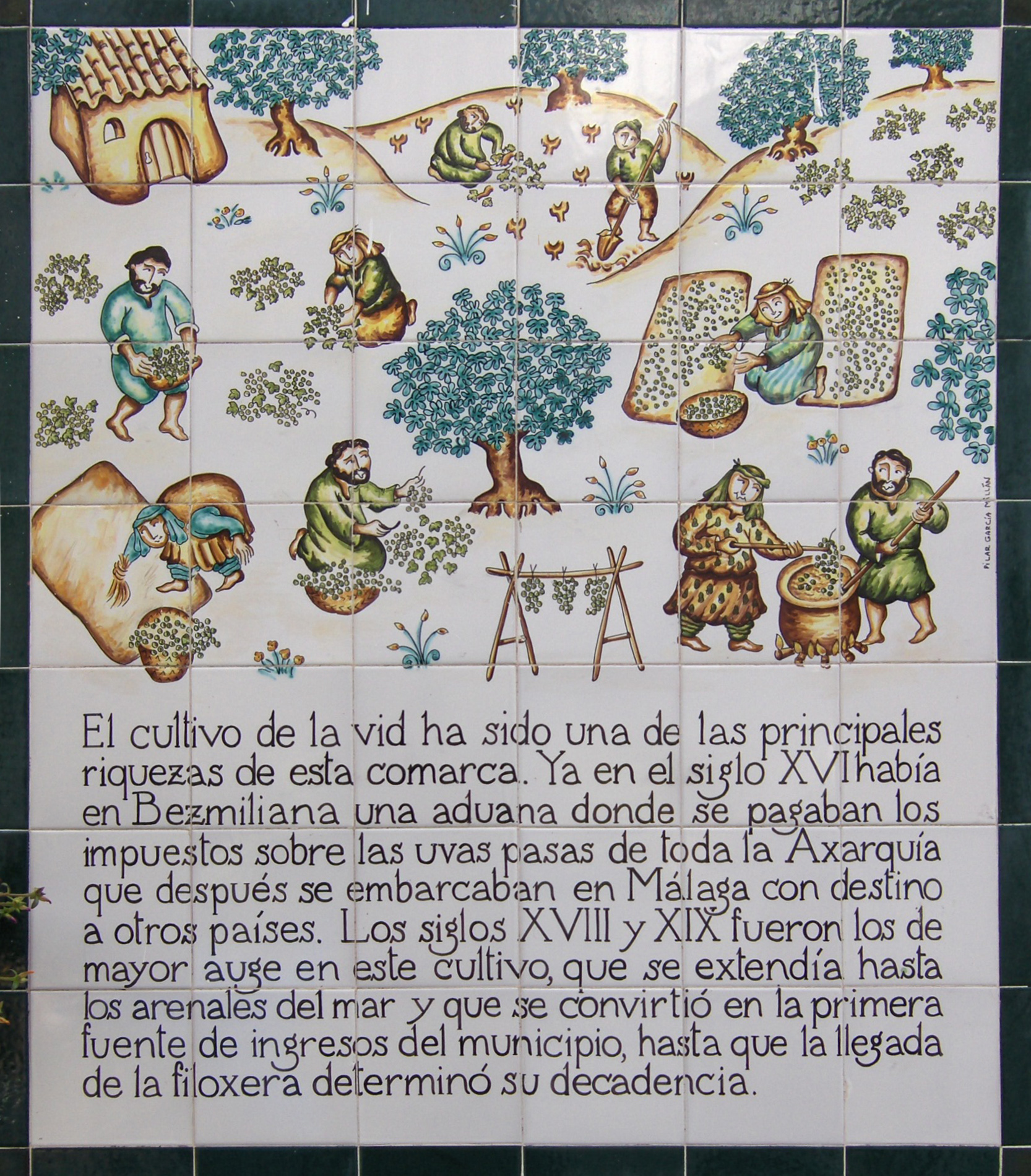
Azulejos conmemorativos de la historia de la vid en Benagalbón

| Periodo   | Nombre                          | Partido | Partido                                                       |
| --------- | ------------------------------- | ------- | ------------------------------------------------------------- |
| 1979-1983 | Aurelio Robles Garrido          |         | Independiente                                                 |
| 1983-1989 | José Fco. Ruiz Montes           |         | Partido Socialista Obrero Español de Andalucía (PSOE-A)       |
| 1989-1995 | Clemente Caballero Montañez     |         | Partido Socialista Obrero Español de Andalucía (PSOE-A)       |
| 1995-2003 | José Mª Gómez Muñoz             |         | Partido Popular de Andalucía (PP)                             |
| 2003-2005 | José J. Domínguez Palma         |         | Partido Socialista Obrero Español de Andalucía (PSOE-A)       |
| 2005-2007 | Francisco Salado Escaño         |         | Partido Popular de Andalucía (PP)                             |
| 2007-2009 | José Miguel Fernández Domínguez |         | Partido Social Independiente de Rincón de la Victoria (PSIRV) |
| 2009-2011 | Encarnación Anaya               |         | Partido Socialista Obrero Español de Andalucía (PSOE-A)       |
| 2011-2015 | Francisco Salado Escaño         |         | Partido Popular de Andalucía (PP)                             |
| 2015-2017 | Encarnación Anaya               |         | Partido Socialista Obrero Español de Andalucía (PSOE-A)       |
| 2017-act. | Francisco Salado Escaño         |         | Partido Popular de Andalucía (PP)                             |

| Partido político                                              | 2023             | 2023             | 2023             | 2019  | 2019  | 2019       | 2015  | 2015  | 2015       | 2011  | 2011  | 2011       | 2007  | 2007  | 2007       |
| Partido político                                              | %                | Votos            | Concejales       | %     | Votos | Concejales | %     | Votos | Concejales | %     | Votos | Concejales | %     | Votos | Concejales |
| Partido Popular de Andalucía (PP)                             | 45,66            | 10 102           | 13               | 31,81 | 6455  | 8          | 31,74 | 5619  | 7          | 47,71 | 8493  | 13         | 35,33 | 5358  | 8          |
| Partido Socialista Obrero Español de Andalucía (PSOE-A)       | 20,24            | 4478             | 5                | 22,46 | 4557  | 5          | 19,19 | 3397  | 4          | 16,83 | 2996  | 4          | 20,67 | 3135  | 5          |
| Con Andalucía-Podemos-Ahora Rincón                            | 10,61            | 2348             | 3                | 6,08  | 1234  | 1          | 12,01 | 2127  | 3          | —     | —     | —          | —     | —     | —          |
| Vox                                                           | 9,39             | 2078             | 2                | 5,34  | 1085  | 1          | —     | —     | —          | —     | —     | —          | —     | —     | —          |
| Por Mi Pueblo                                                 | 7,80             | 1727             | 2                | 10,82 | 2195  | 2          | —     | —     | —          | —     | —     | —          | —     | —     | —          |
| Ciudadanos (CS)                                               | 2,63             | 582              | 0                | 10,33 | 2097  | 2          | 13,21 | 2339  | 3          | —     | —     | —          | —     | —     | —          |
| Izquierda Unida (IU)                                          | En Con Andalucía | En Con Andalucía | En Con Andalucía | 9,52  | 1932  | 2          | 11,18 | 1980  | 2          | 10,22 | 1820  | 2          | 7,88  | 1195  | 2          |
| Partido Andalucista (PA)-Espacio Plural Andaluz (EP-And)      | —                | —                | —                | —     | —     | —          | 9,32  | 1650  | 2          | 6,70  | 1192  | 1          | 2,95  | 448   | 0          |
| Partido Social Independiente de Rincón de la Victoria (PSIRV) | —                | —                | —                | —     | —     | —          | —     | —     | —          | 5,71  | 1016  | 1          | 27,29 | 4139  | 6          |

## Servicios

### Transporte

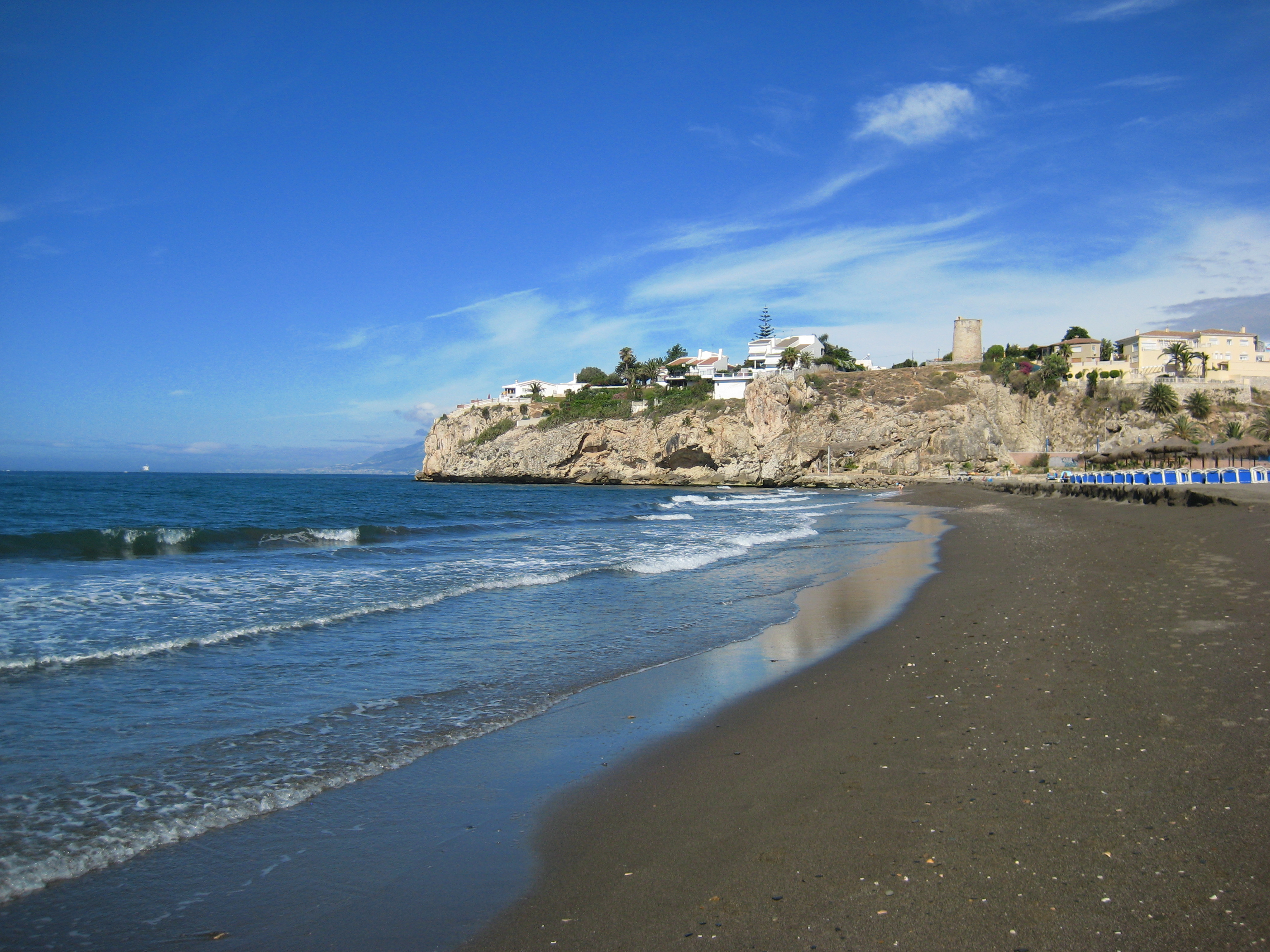
Promontorio de El Cantal

#### Carreteras
Rincón de la Victoria está comunicado con las localidades vecinas costeras a través de la autovía del Mediterráneo (A-7) que lo comunican con Málaga y su aeropuerto, por un lado, y con Vélez-Málaga y Almería, por el otro. También alcanzan el municipio la MA-24, que lo enlaza con Málaga, y la N-340. Completan la red viaria la MA-3200, que comunica el núcleo central del Rincón con Benagalbón, continuando por la MA-3119 hasta Moclinejo, y la MA-3202, que enlaza La Cala del Moral con Totalán.

#### Transporte público
El municipio estuvo comunicado por la línea Málaga-Ventas de Zafarraya de los Ferrocarriles Suburbanos de Málaga hasta los años 60 del siglo XX, cuando la línea fue clausurada y los viales desmontados. Desde entonces no existe comunicación ferroviaria, si bien distintos proyectos como el del corredor de la Costa del Sol, la línea 3 del metro de Málaga barajan incluir paradas en Rincón.
Respecto a los autobuses, existen 4 líneas de autobuses urbanos, llamados Rinconbus, que realizan los siguientes recorridos.
- Línea 1: Benagalbón - Centro Comercial Rincón de la Victoria
- Líneas 2 : C.C. Rincón de la Victoria - Cortijo Blanco
- Líneas 3 y 4: C.C. Rincón de la Victoria - Cueva del Tesoro

Además, está comunicado con otras localidades vecinas a través de varias rutas de autobuses interurbanos del Consorcio de Transporte Metropolitano del Área de Málaga. Pueden consultarse en el siguiente enlace

## Cultura

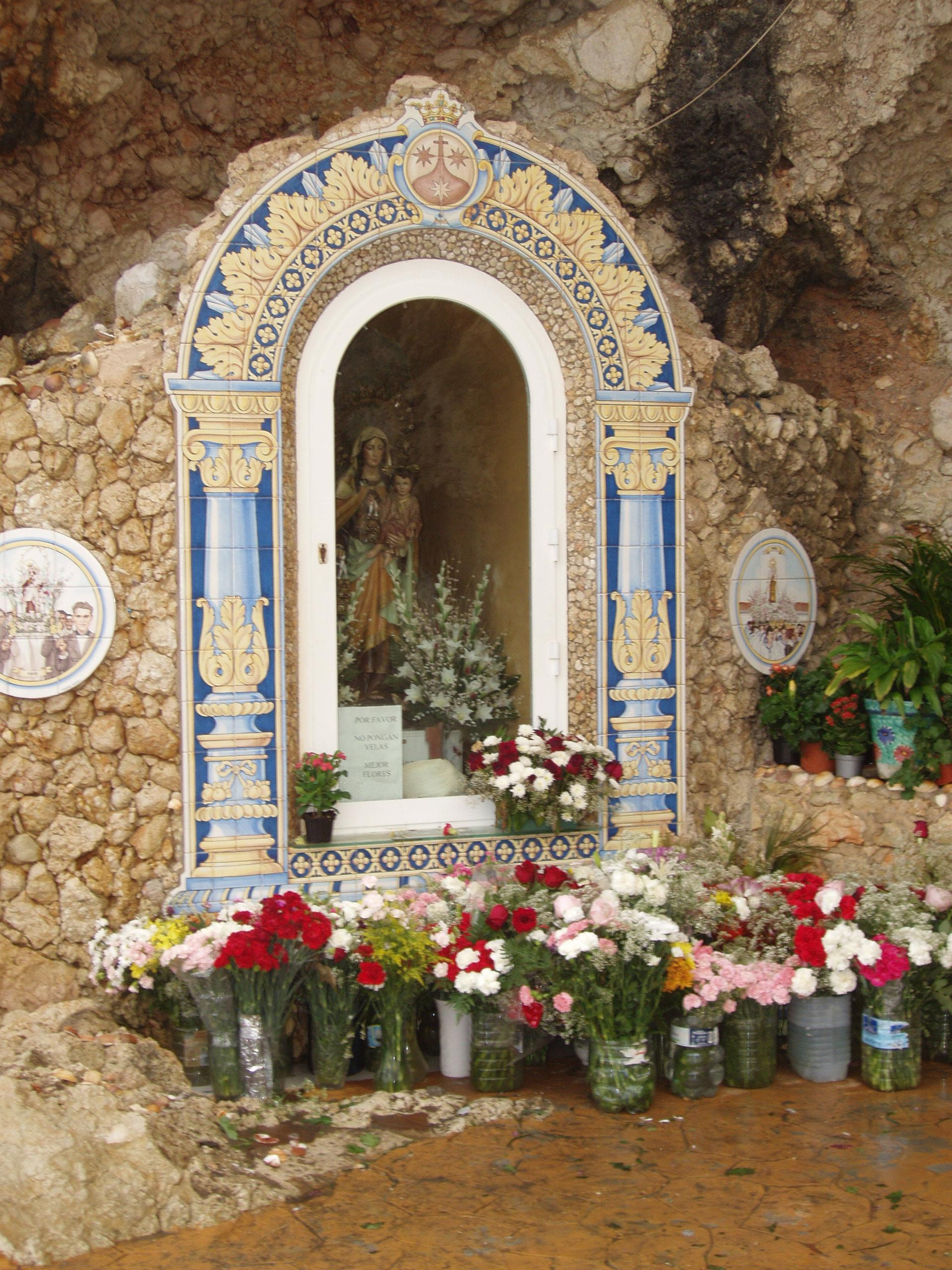
Santuario de la Virgen del Carmen sobre la roca del paseo marítimo

### Eventos culturales
Entre los eventos culturales de Rincón destaca el festival internacional Cueva del Tesoro, festival de música blues, jazz, flamenco y clásica, celebrado en la gruta marina y de entrada gratuita. Al flamenco en exclusiva está dedicado el festival flamenco Puerta de la Axarquía, celebrado anualmente en agosto, mientras que el Festival de la Comedia es una muestra de teatro y espectáculos de música que se desarrolla en los cuatro núcleos del municipio durante el mes de julio, generalmente en espacios al aire libre y al que acuden compañías tanto de España como del extranjero.
También se desarrollan concursos como el de Baile Retro o el concurso de verdiales que tiene lugar en el mes de septiembre en Benagalbón y que está dedicado a los verdiales estilo Montes. En este concurso las pandas se enfrentan en los llamados choques para después repartirse por diferentes rincones del pueblo, en una fiesta que dura hasta el amanecer.
Durante años, Izquierda Unida ha organizado el Arroz Republicano, en el que anualmente se reparten más de 500 raciones gratuitas, y el Festival de Primavera, evento precursor en el municipio, van ya por su décima, cuyo objetivo es fomentar la cultura y la música, primando la participación de los grupos locales, algunos tan conocidos como Malaka Youth, Terral (ex-Inkonscientes) o Misión Urbana. En los últimos años se ha organizado en formato concurso de bandas, dando así la oportunidad a numerosos grupos nóveles el poder darse a conocer, teniendo repercusión este Festival en toda la provincia de Málaga y Andalucía.
En el mes de mayo se desarrolla la Semana Cultural de Benagalbón, en la que se incluyen muestras de pintura, cine, música, degustaciones gastronómicas, veladas flamencas y un certamen literario premiado. En otoño tiene lugar un evento análogo, la Semana Sociocultural de La Cala del Moral, con un programa de talleres, concursos, charlas, exposiciones, teatro y música. Entre ambas tiene lugar la Semana de Teatro, Danza y Zarzuela de Rincón de la Victoria, que se desarrolla durante el mes de agosto.
Otros eventos notables son la entrega del Premio de poesía amorosa, Noctiluca, concurso para obras inéditas escritas en castellano, dotado con 2000 euros para el ganador, que se falla cada año en febrero. y el Día del Boquerón Victoriano, evento que trata de un reparto gratuito de boquerones, considerados como el símbolo culinario del municipio, en el paseo marítimo del núcleo del Rincón. Incluye actuaciones de pandas de verdiales y otros grupos de música y baile local.

### Museos y centros culturales

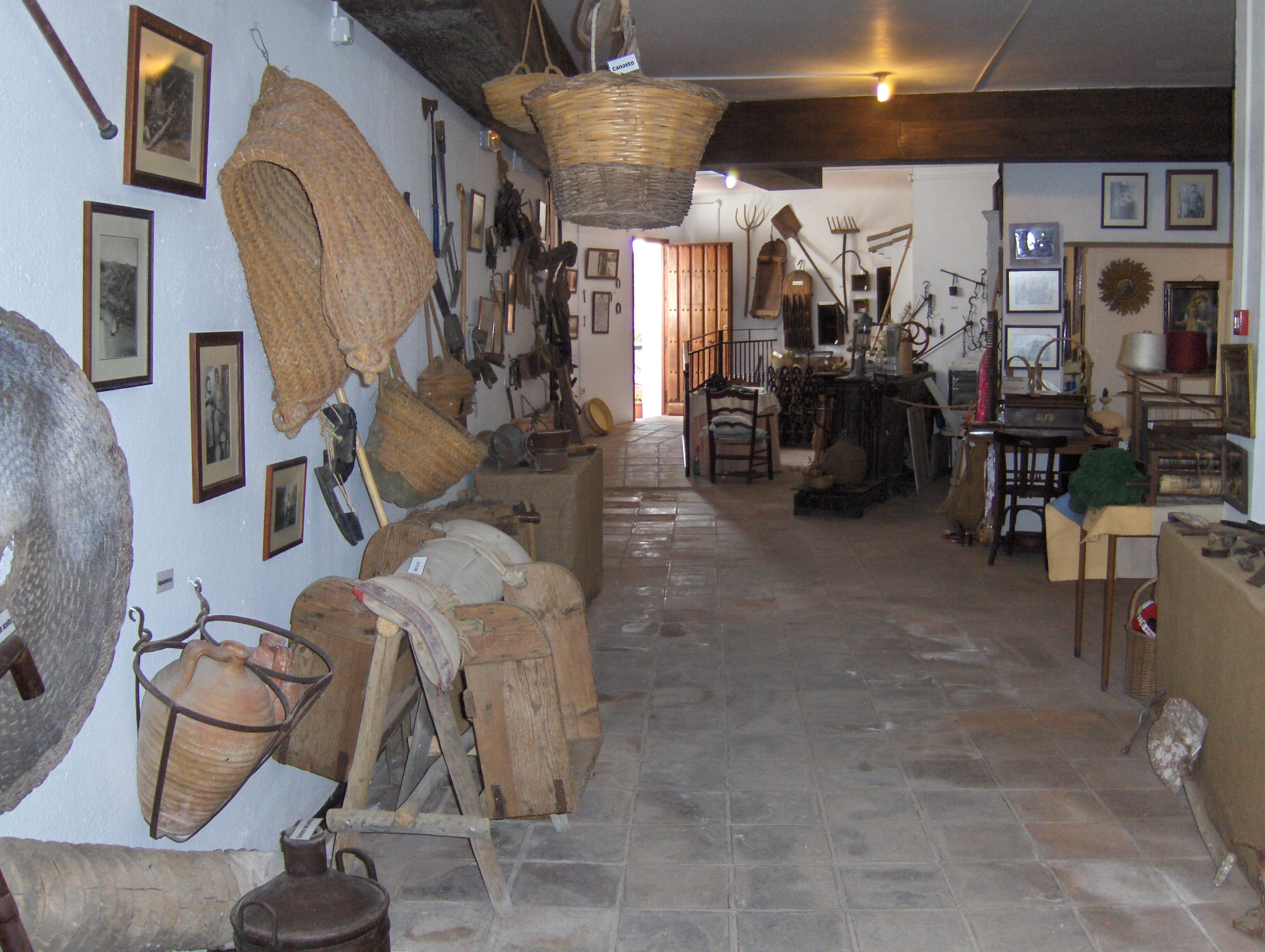
Museo de Artes y Tradiciones Populares de Benagalbón

- Museo de Artes y Tradiciones Populares de Benagalbón: es un museo etnográfico realizado a partir de una campaña de recogida de material cultural relacionado con el pasado del municipio entre los vecinos. En él se muestran objetos y actividades en peligro de desaparición, como una tahona (molino de harina) y objetos relacionados con las labores del campo.[48]
- Museo de Artes Marineras de Torre de Benagalbón.
- Casa de la Cultura de la Cala del Moral: espacio habilitado para realizar representaciones teatrales y musicales y exposiciones, que alberga además una de las bibliotecas públicas del municipio.[49]

### Fiestas populares
Como es tradicional en los pueblos y las ciudades de Andalucía, cada núcleo del municipio celebra su propia feria. Así, cada 2 de febrero tiene lugar la Feria de Benagalbón, coincidiendo con la festividad de Nuestra Señora de la Candelaria. En julio se celebran la Feria de la Cala del Moral y la Feria de Rincón de la Victoria, en ocasión de la festividad de la Virgen del Carmen, ese día se celebra el 16 de julio, en honor a la Virgen, al ser la Patrona de los Marineros, la pasean en barca por toda la playa del Rincón, comenzando en la Iglesia del pueblo, hasta llevarla al paseo marítimo del mismo, dónde la pasearán en una barca por el mar, realizándole así una pequeña procesión en honor a la festividad de su día. Al mes siguiente, le toca a la Feria de la Torre de Benagalbón, y en septiembre tienen lugar las fiestas en honor a la patrona, la Virgen de la Victoria. Otras fiestas señalables son el carnaval, la Semana Santa y las romerías de Benagalbón, La Cala del Moral y Torre de Benagalbón.
También se celebran algunas ferias gastronómicas como la feria de la tapa.

### Deporte

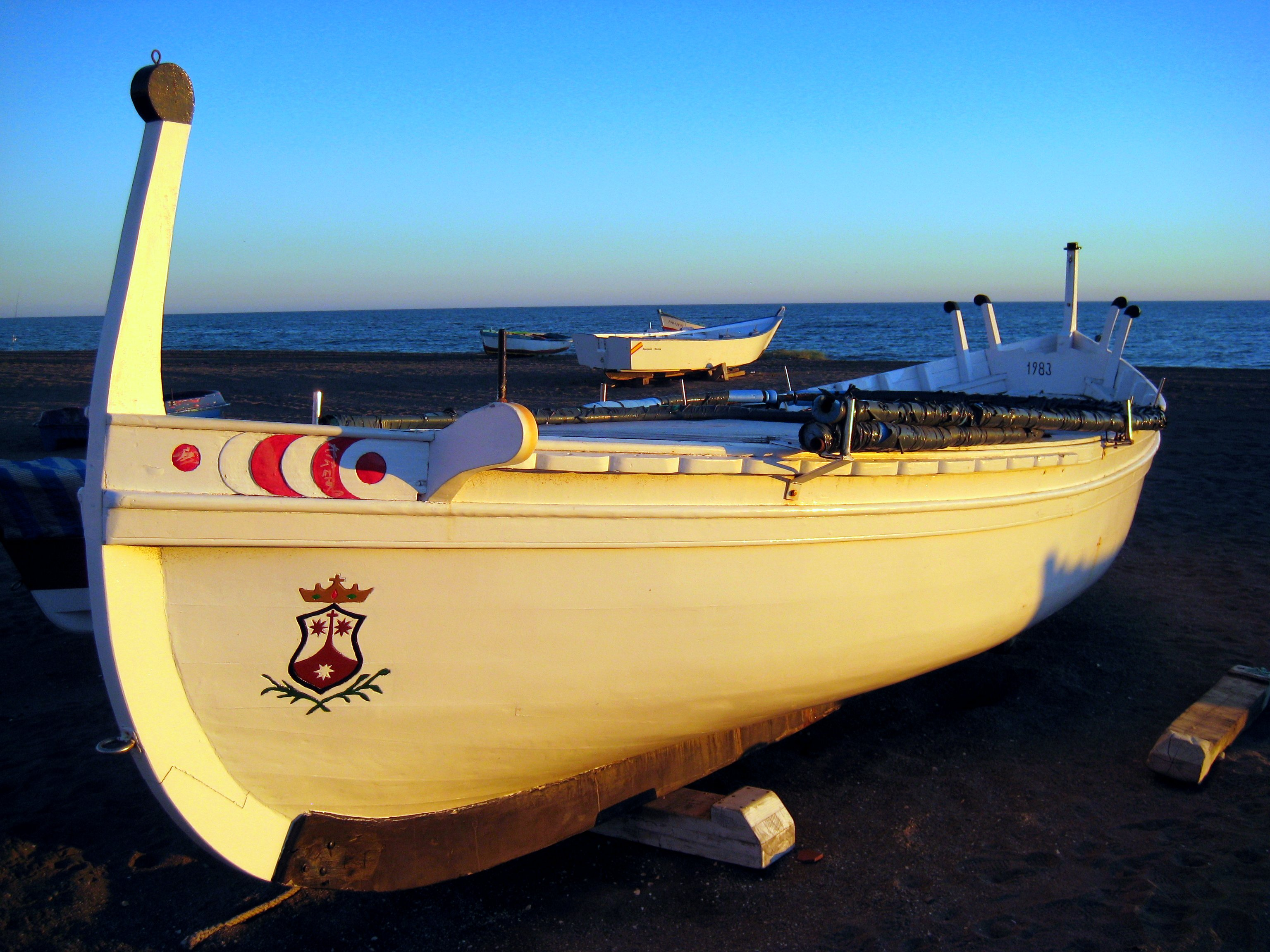
Jábega de Rincón

El Polideportivo Municipal del Rincón cuenta con una piscina deportiva, una pista polideportiva y una sala cubierta para gimnasia en general. Además, se localizan dos campos de fútbol de césped artificial de reciente construcción, el Francisco Romero, donde juega y entrena el C.D.Rincón y el José Ruíz «Pepito Stadium» en La Cala del Moral, en 2015 se instaló el tercer campo de césped artificial de la localidad sustituyendo al que aún quedaba de tierra batida el municipal de Benagalbón, Cañada El Chaqueta. Existen en la localidad cuatro clubes de fútbol federados, el Club Deportivo Rincón, el decano del fútbol en la localidad, La Cala Club Deportivo, Club Deportivo Benagalbón y el Atlético Bezmiliana. Además también existe un club de tenis también con piscina deportiva. En Rincón se encuentra el que fue el primer campo de golf construido al este de Málaga, el [ampo de golf Añoreta, de 18 hoyos, diseñado por el golfista José María Cañizares. El mejor deportista rinconero de todos los tiempos es el ciclista Rubén Ruzafa, varias veces campeón de España de BTT y varias veces campeón del mundo de Triatlhon Extreme y de Triatlón Cross en la versión de la Federación Intermacional.
El Club Baloncesto Axarquíabajo el patrocinio de Clínicas Rincón, jugó en el pabellón Torre de Benagalbón, denominado Rubén Ruzafa, sito en la localidad del mismo nombre perteneciente al municipio del Rincón de la Victoria, aunque su sede oficial se encuentra en la localidad de Torre del Mar, perteneciente al municipio vecino de Vélez-Málaga.
No exento de polémica en 2015 se construyó, por parte de la Diputación Provincial de Málaga, el campo Provincial de Rugby que a finales de ese mismo año aún no tenía actividad. En 2016 se fundó el Club de Rugby Victoriano que tras jugar una temporada en la Liga RAMA compite en la segunda división territorial de Andalucía,grupo Centro de la Federación Andaluza de Rugby, miembro de la Real Federación Española de Rugby. El Club de Rugby Victoriano compite en el Campo de Rugby Manuel Becerra de Rincón de la Victoria y también organiza torneos de rugby playa y Rugby 7. Por otro lado, cuenta con secciones en categorías sénior y juveniles y un equipo femenino. 
En los últimos años destaca en Rincón de la Victoria el arte de desplazamiento (parkour), y otros tipos de acrobacias, es un arte y se basa en ir de un punto A a un punto B de la manera más rápida y fluida posible, no hay limitaciones es un arte, el arte del desplazamiento. El grupo más famoso en el Rincòn de la Victoria del arte del desplazamiento (parkour) es Yors PK official.
A lo largo del año se organizan diversas actividades deportivas para los deportes más populares como son el vóley playa, el aeróbic, el fútbol sala y el baloncesto. Entre estos eventos destacan las tradicionales regatas de jábegas, embarcación típica de la pesca de cabotaje, que tienen lugar durante las fiestas del Carmen.
Las regatas de jábegas que se realizan en verano en todos los pueblos costeros de Málaga incluido el Rincón de la Victoria. La jábega es una embarcación que antiguamente se utilizaba para la pesca. Hay muchas jábegas en toda Málaga, las jábegas están fabricadas de una madera llamada chapón marino, que es una madera más ligera y que hace que la barca pese menos, pero la jábega del Rincón de la Victoria está fabricada de una madera como otra cualquiera, la cual hace que la barca pese más.